# Vodná (Bečov nad Teplou)
Vodná (německy Wasserhäuseln) je malá vesnice, část města Bečov nad Teplou v okrese Karlovy Vary v Karlovarském kraji. Nachází se asi 2,5 kilometru severně od Bečova nad Teplou. Vedou jí železniční trať Karlovy Vary – Mariánské Lázně, silnice I/20 a silnice II/208. Vodná leží v katastrálním území Vodná u Bečova nad Teplou o rozloze 3,42 km².

## Historie
První písemná zmínka o vesnici pochází z roku 1847.

## Obyvatelstvo
Při sčítání lidu v roce 1921 ve vsi žilo 204 obyvatel (z toho 88 mužů), z nichž bylo 201 Němců a tři cizinci. Všichni se hlásili k římskokatolické církvi. Podle sčítání lidu z roku 1930 měla vesnice 190 obyvatel: jednoho Čechoslováka, 181 Němců a osm cizinců. Kromě dvou evangelíků a jednoho člověka bez vyznání byli římskými katolíky.
| Rok            | 1869 | 1880 | 1890 | 1900 | 1910 | 1921 | 1930 | 1950 | 1961 | 1970 | 1980 | 1991 | 2001 | 2011 | 2021 |
| -------------- | ---- | ---- | ---- | ---- | ---- | ---- | ---- | ---- | ---- | ---- | ---- | ---- | ---- | ---- | ---- |
| Počet obyvatel | 272  | 252  | 205  | 201  | 222  | 204  | 190  | 91   | 138  | 99   | 80   | 61   | 61   | 43   | 71   |
| Počet domů     | 37   | 40   | 41   | 41   | 40   | 40   | 42   | 36   | 36   | 24   | 25   | 25   | 26   | 27   | 27   |

## Obecní správa
Při sčítání lidu v letech 1869–1890 Vodná byla osadou obce Krásný Jez v okrese Karlovy Vary. V letech 1900–1950 byla samostatnou obcí, se kterým patřila nejprve do okresu Planá, ale v roce 1950 v okrese Karlovy Vary-okolí. Od roku 1960 je částí města Bečov nad Teplou v okrese Karlovy Vary.

## Galerie

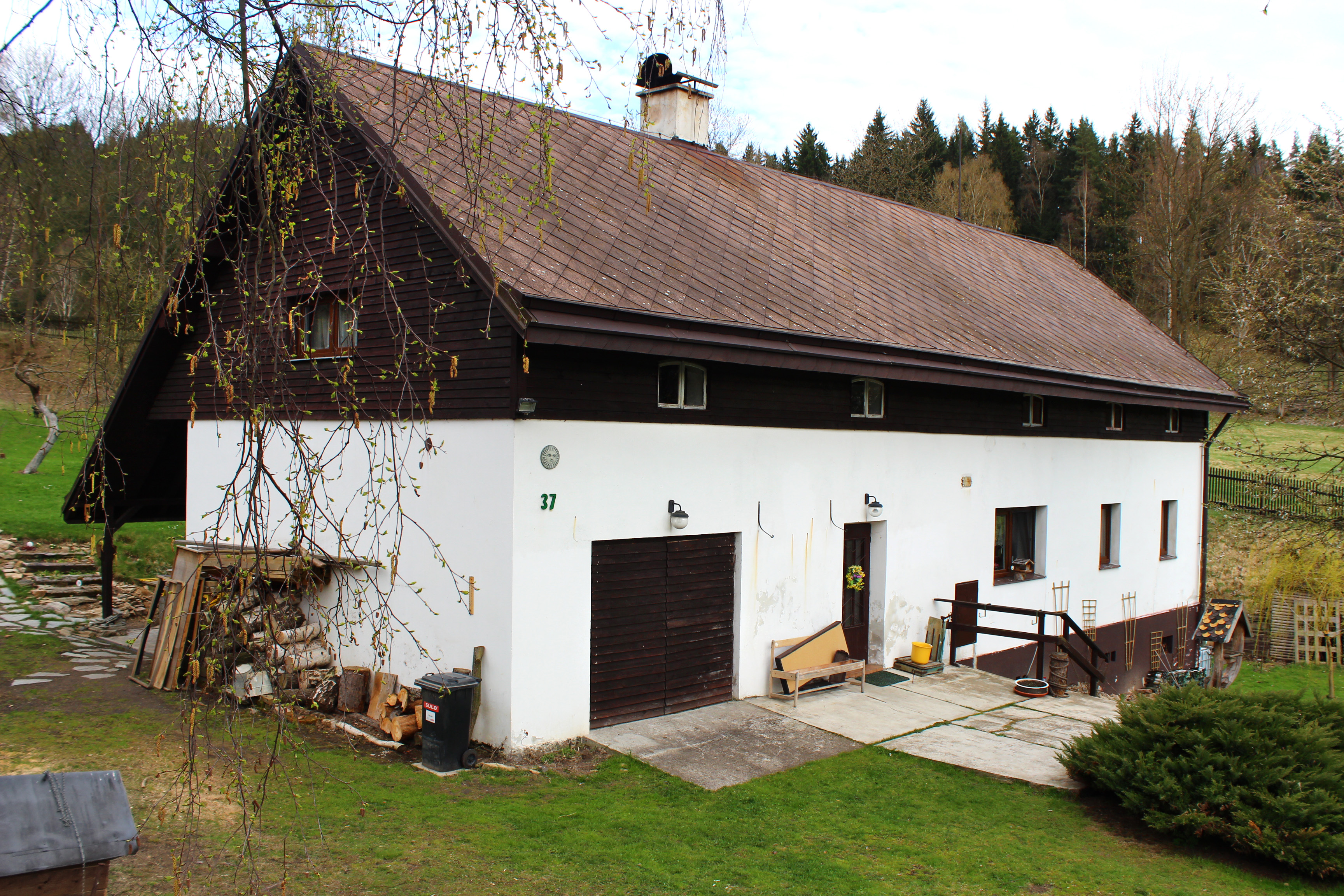
Chalupa ve Vodné
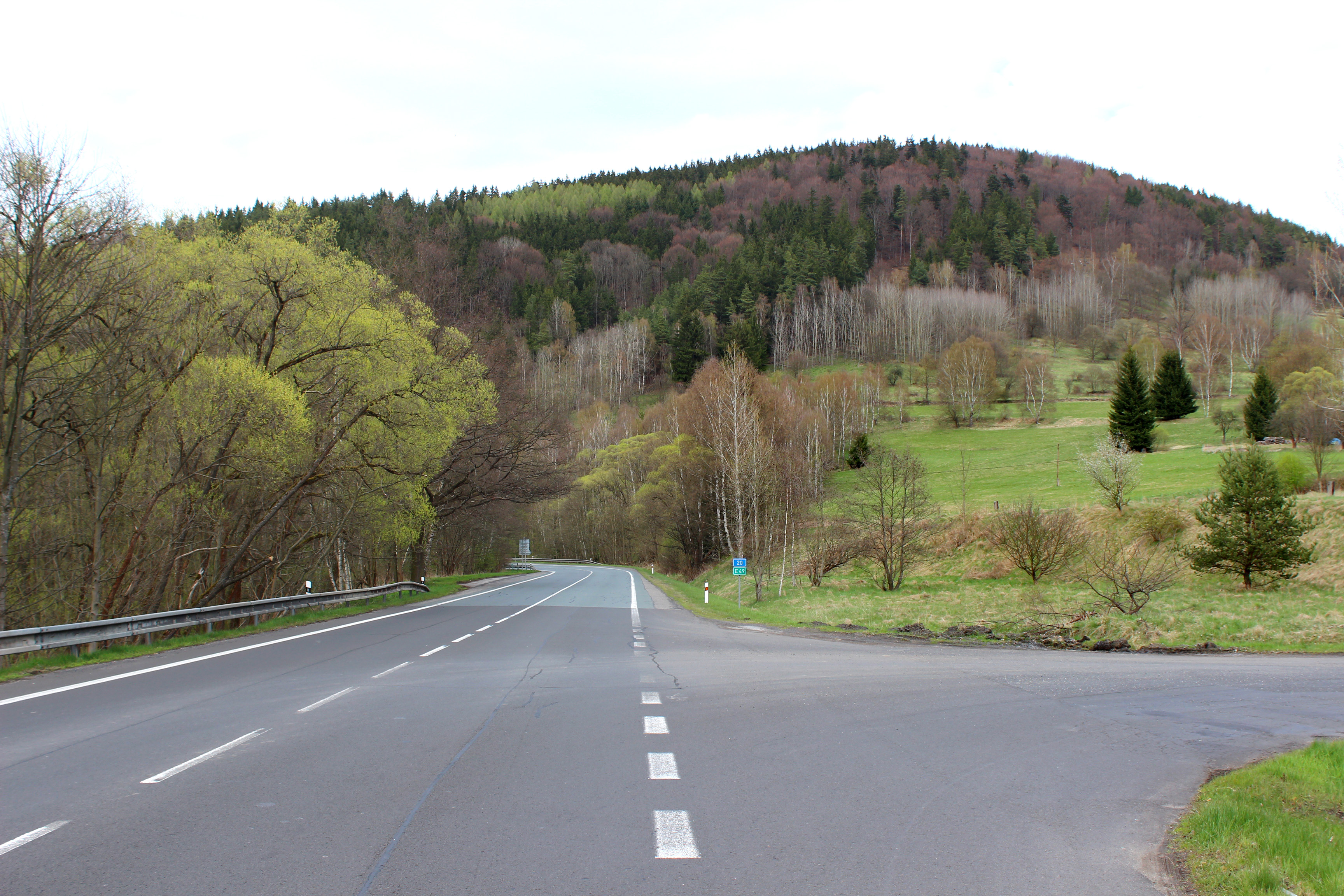
Silnice I/20 směrem na Karlovy Vary
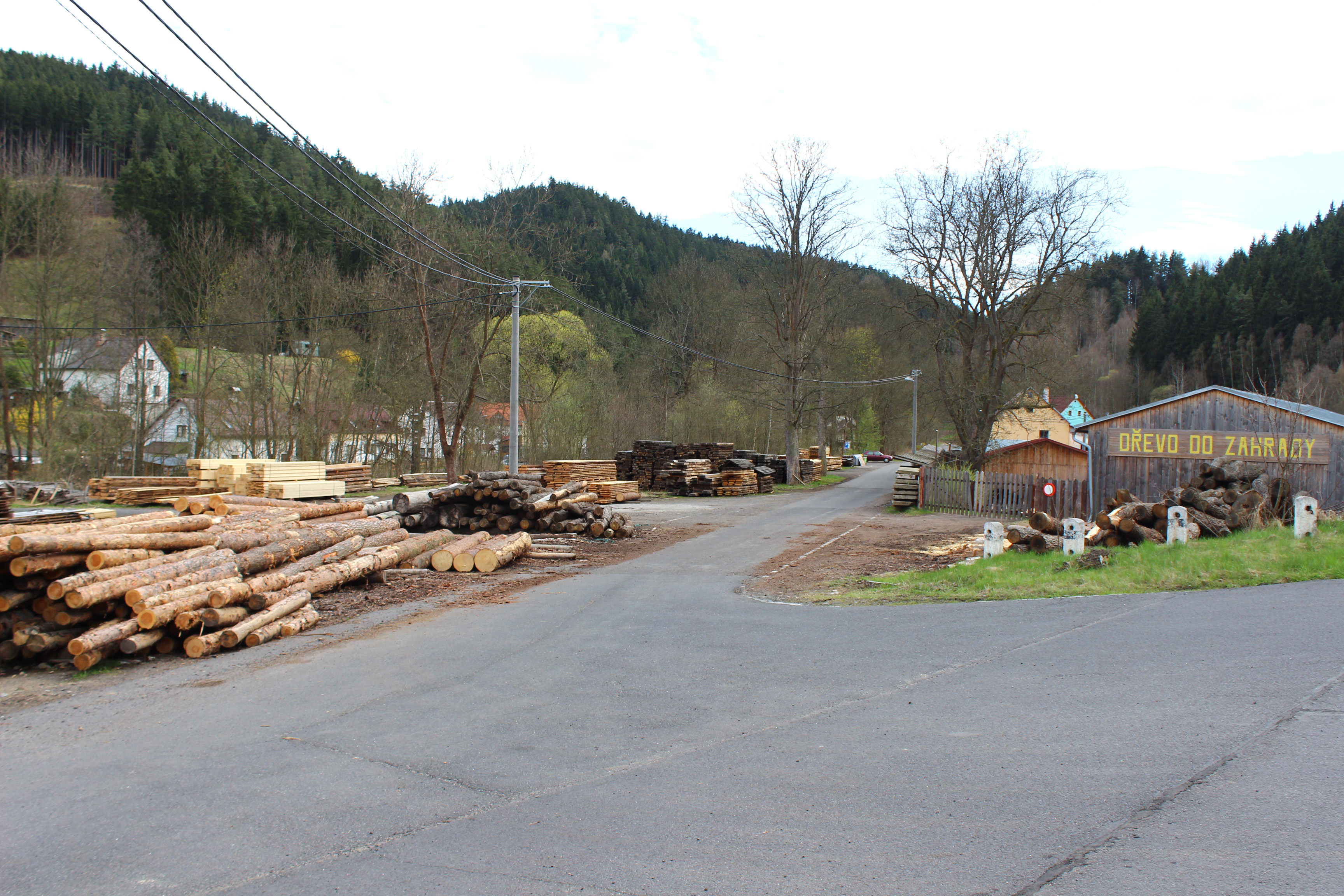
Pila
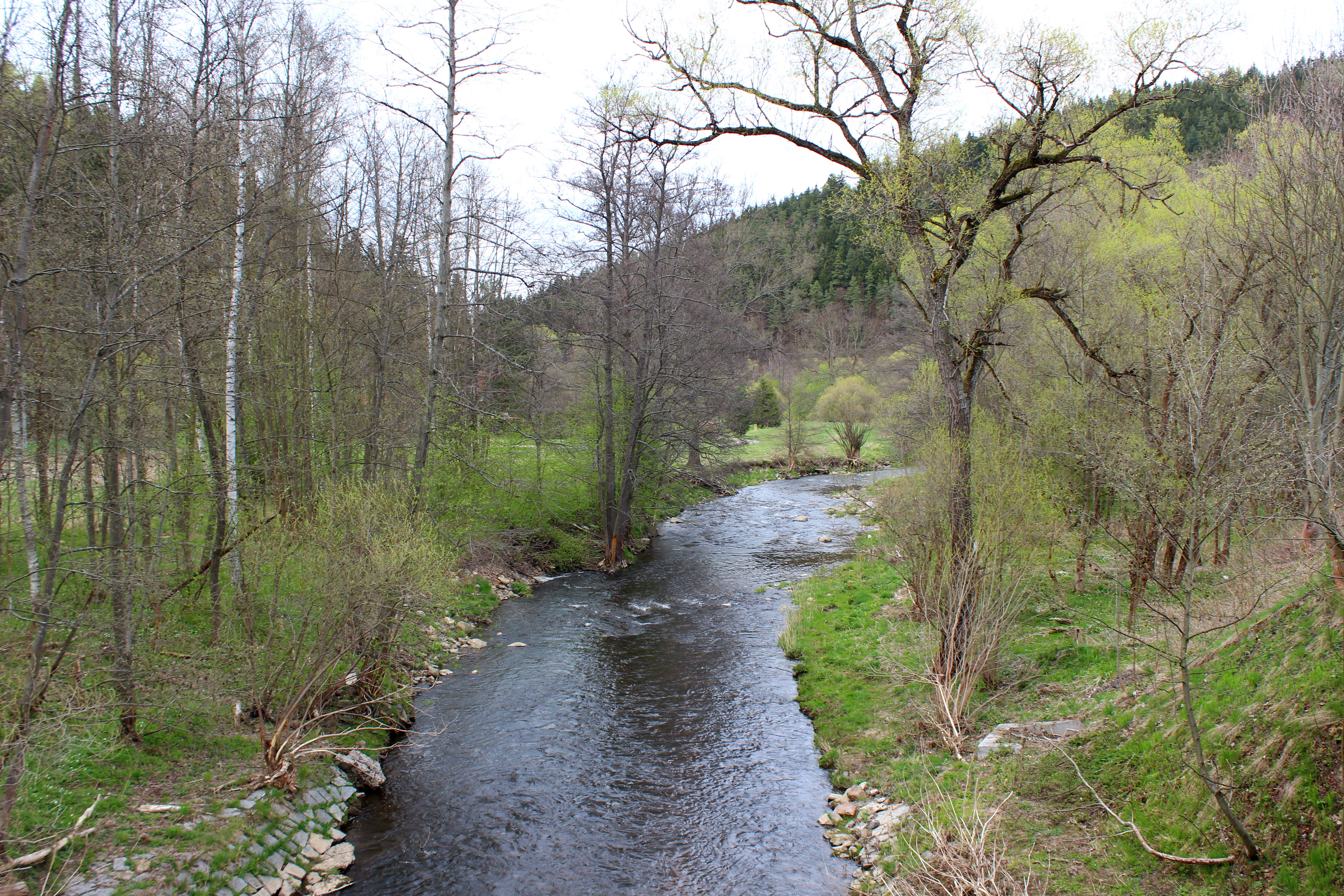
Řeka Teplá